# Cratere Spudis
Spudis è un cratere lunare di 13 km situato nella parte sud-occidentale della faccia visibile della Luna.
Il cratere è dedicato al geologo statunitense Paul Spudis.